# Мінгрельська
Мінгрельська — станиця в Абінському районі Краснодарського края. Центр сільського округу Мінгрельського. Населення — 5,4 тис. осіб (2002). Станиця розташована на березі протоки Кубані Аушедз, за 15 км на південь від основного русла, від якого відокремлена рисовими чеками. Місто Абінськ розташоване за 22 км на південний захід від станиці, за 18 км південніше — станиця Холмська.